# Horst Siewert
Horst Siewert (Ludwigsburg, 1948) é um psicólogo alemão, especialista e autor de não-ficção no campo do recrutamento de pessoal.
Siewert é filho de alemães nascidos na Bessarábia. Após o treinamento como professor em Ludwigsburg e Schwäbisch Gmünd e como Psicólogo em Tübingen, ele concluiu seus estudos de economia na Universidade de Hagen. Seu doutorado em Tubinga, em 1982 com os professores Dirk Revenstorf e H. Mandl foi classificado como um dos melhores da sua classe.
Siewert passou vários anos viajando a trabalho na Bolívia, França, Chade e na Jordânia, onde ocupou cargos seniores em projetos de assistência profissional e industrial de desenvolvimento.
Autor de vários livros e artigos sobre diversos assuntos , escreveu em 1991 uma de suas principais obras , Testes de Personalidade. Além disso ele era nos anos 1984-1997 membro da Associação dos Escritores Alemães . Hoje ele é consultor e ainda escritor de obras de  não-ficção , agora aposentado.
O foco de suas publicações foi a literatura didática, particularmente com a publicação de vários artigos e livros , p.ex. sobre testes de recrutamento , de engenharia e de educação rodoviária. 
O princípio por trás de suas Unidades de Hora para a educação técnica e científica com uma programação e planilhas para atividades independentes (EVA), hoje em dia também é utilizado por outros autores.